# Berliner Morgenpost
Berliner Morgenpost er et tysk dagblad, der udgives i Berlin. Avisen har et oplag på 146.866 og 460.000 læsere.[kilde mangler]
Avisen blev grundlagt i 1898 af Leopold Ullstein. Siden 1959 har den været ejet af Axel Springer Verlag, der også udgiver den landsdækkende avis Die Welt, som Berliner Morgenpost har et tæt samarbejde med.
Politisk er avisen konservativ.